# Ernest Bakewell
Pour les articles homonymes, voir Bakewell.
Ernest Bakewell (1898-1983) est un homme politique canadienne de la Colombie-Britannique. Il est député provincial social-démocrate (CCF) et Social Constructives (en) de la circonscription britanno-colombienne de Mackenzie de 1933 à 1937.

## Biographie
Né à Leicester en Angleterre, Bakewell étudie à Nottingham. Il arrive en Colombie-Britannique en 1924 et s'établie à Ocean Falls où il travaille pour une compagnie de pâtes et papier.
En 1936, il quitte le caucus social-démocrate (CCF) pour se rallier au Social Constructives de Robert Connell.
Il quitte la Colombie-Britannique autour de 1939 pour retourner en Angleterre. Après un entraînement sur la production de munitions, il retourne au Canada alors que fait rage la Seconde Guerre mondiale pour superviser la mise en place d'usine de munitions dans la province de Québec. D'abord installé à Montréal, il s'établie ensuite à Terrebonne. Il travaille ensuite pour la Combustion Engineering Superheater Ltd et assure la liaison entre la filiale canadienne et la maison-mère en Allemagne.
Bakewell meurt en 1983 à l'âge de 71 ans.